# Cantó de Beauvais-Nord-Est
El cantó de Beauvais-Nord-Est és un cantó francès del departament de l'Oise, situat al districte de Beauvais. Té part del municipi de Beauvais.

## Municipis
- Beauvais (part)

## Història
| Data d'elecció                           | Identitat        | Partit                        | Qualitat |
| ---------------------------------------- | ---------------- | ----------------------------- | -------- |
| 1945-1949                                | Charles Desgraux | radical                       |          |
| 1949-1972                                | Pierre Jacoby    | RPF, després UNR, després UDR |          |
| 1972-1982                                | Walter Amsallem  | PS                            |          |
| 1982-1993                                | Michel Gorin     | UDF                           |          |
| 1993-1998                                | Olivier Dassault | RPR                           |          |
| 1998-2011                                | Henri Bonnan     | PS                            |          |
| 2011-                                    | Thibaud Viguier  | PS                            |          |
| les dades anteriors no són pas conegudes |                  |                               |          |